# Lonchaea ruficornis
Lonchaea ruficornis är en tvåvingeart som beskrevs av Malloch 1920. Lonchaea ruficornis ingår i släktet Lonchaea och familjen stjärtflugor. Inga underarter finns listade i Catalogue of Life.